# Покровська церква (Заудайка)
Свято-Покровська церква — пам'ятка архітектури, розташована у с. Заудайка, Ічнянського району, Чернігівської області.

## Історія
Церква була зведена 1910 року на місці дерев'яної церкви побудови 1834 року. Ще раніше існувала дерев'яна церква збудована до 1730 року.Одночасно із храмом зведено огорожу та ворота. Над входом було збудовано 2-ярусну дзвіницю.
Архітектурно церква є 3-нефною базилікою, стилістично подібна до Стрітенської церкви у Прилуках.
У інтер'єрі церкви були здійснені та збереглися розписи олійними фарбами. Розписи зображують видатних історичних діячів - зокрема, князя Володимира, княгині Ольги, князя Михайла Чернігівського, Св. Антонія та Феодосія тощо. 
У 1930-х роках верхній ярус дзвіниці було розібрано. За розповідями місцевих мешканців, храм єдиний на усю округу не закривався у радянські часи.
2000 року храм було реставровано.